# Sinclair (Manitoba)
Pour les articles homonymes, voir Sinclair.
Sinclair est une communauté du Manitoba située au sud-ouest de la province et faisant partie dans la municipalité rurale de Pipestone. Sinclair est approximativement à 10 km à l'est de la frontière avec la Saskatchewan et à 14 km à l'ouest de Reston.

## Référence
- (en) Cet article est partiellement ou en totalité issu de l’article de Wikipédia en anglais intitulé « Sinclair, Manitoba » (voir la liste des auteurs).